# Пачакутек Юпанки
Пачаку́тек (Пачаку́ти) Юпа́нки (кечуа Pachakutiq Yupanki, исп. Pachacútec (Pachacúti) Yupanqui; † 1471) был девятым Инка Капак (1418–1471 / 1472) в Королевстве Куско, которое он преобразовал в Империю инков   (кечуа: Тавантинсуйу).

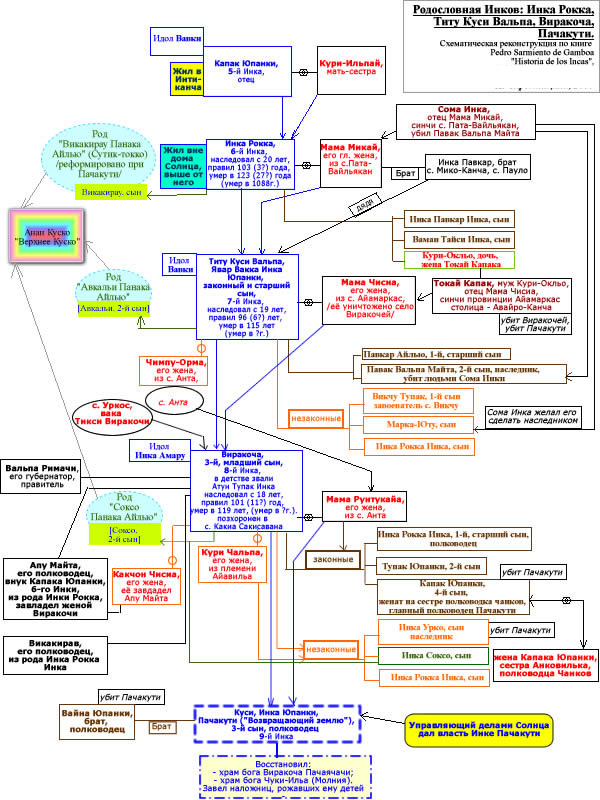
Сарьменто де Гамбоа, Генеалогия Инков. Инка Рокка, Титу Куси Вальпа, Виракоча, Пачакути

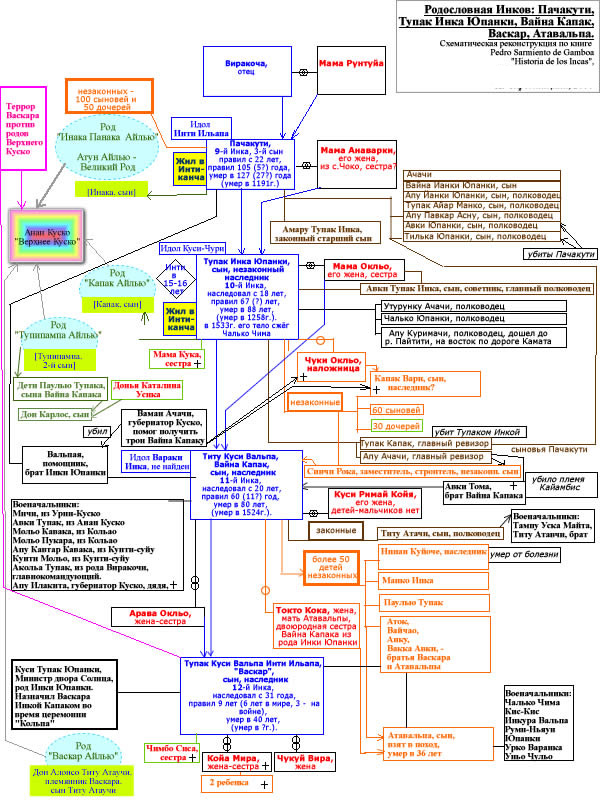
Сарьменто де Гамбоа, Генеалогия Инков. Пачакути, Тупак Инка Юпанки, Вайна Капак, Васкар, Атавальпа

Правление Пачакутека Юпанки началось с победы над народом чанка. Чанка, которые в то время сами были агрессивной державой, представляли для инков очень серьёзную угрозу и в 1438 году с войском численностью в 40 тысяч человек даже осадили столицу инков Куско. Престарелый отец Пачакутека Юпанки Виракоча Инка вместе с наследником Урко укрылся в крепости Калка. Пачакутек Юпанки принял руководство войском инков, освободил с помощью союзников Куско от осады и уничтожил основные силы Чанка. Это событие в традиции инка стало началом новой эпохи, так называемым «изменением мира» (пачакути). Победоносный полководец, звавшийся до этого времени Ванар Юпанки, стал главным правителем империи и обрёл своё прозвище, означающее «изменивший мир».

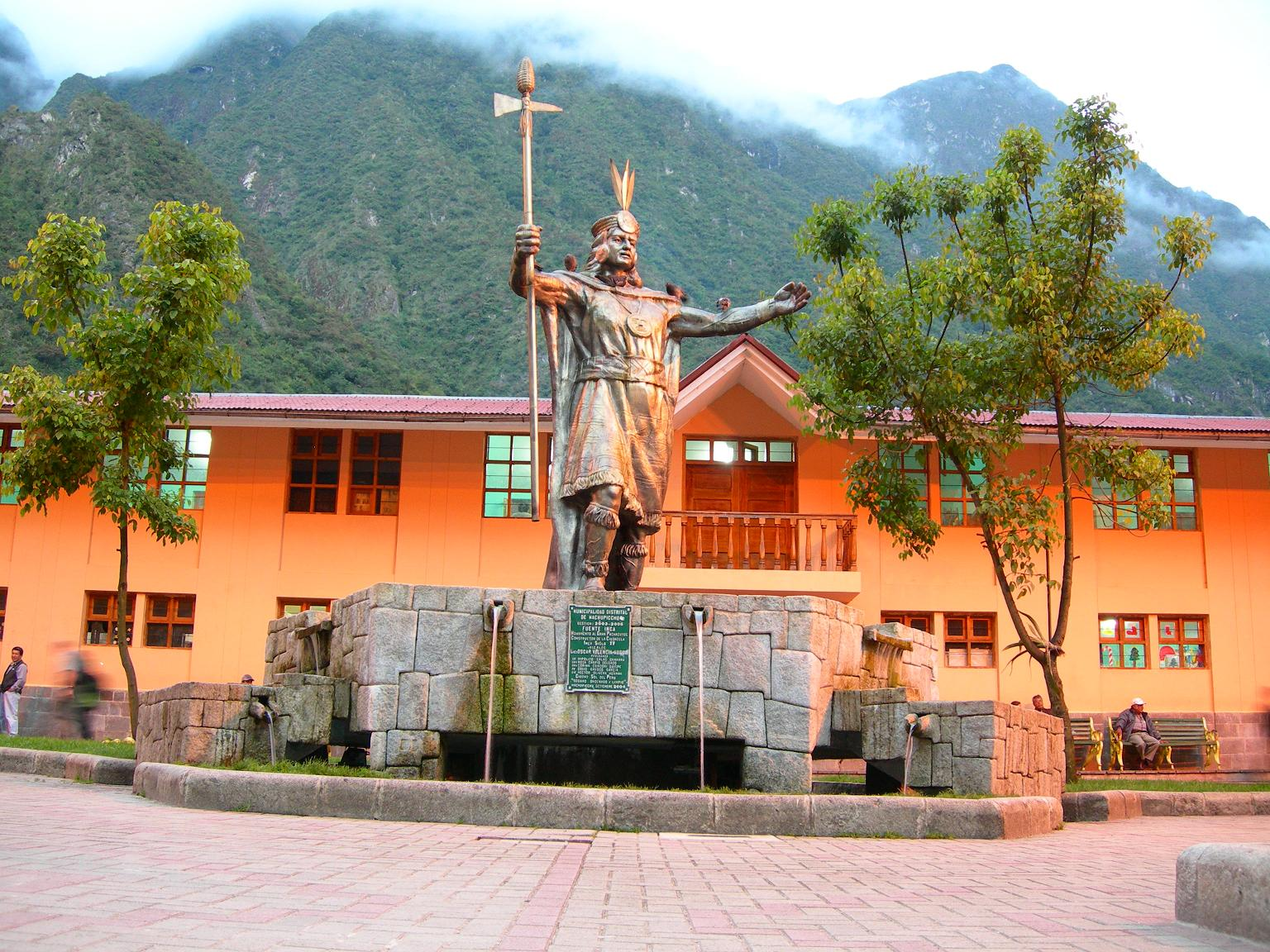
Памятник Пачакутеку Юпанки в Перу

В 1460 году его брат Капак Юпанки после долгих боёв смог подчинить народ уанка в области Хунин. Однако после неудачного похода в Уануко, при котором из армии инков дезертировали многие воины чанка, Пачакутек распорядился казнить своего брата в Куско.
Пачакутек расширил Империю Инков от озера Титикака в центральных Андах до Хунина. Прежде всего он способствовал развитию инфраструктуры и укрепил экономику введением новых техник в сельском хозяйстве. Со времени его правления существуют точные исторические хроники, например чёткие даты рождения и смерти всех последовавших правителей. Об обстоятельствах его личной жизни известно мало. Наследником Пачакутека Юпанки стал его сын Тупак Юпанки.